# Mala Lašna
Mala Lašna – wieś w Słowenii, w gminie Lukovica. W 2018 roku liczyła 30 mieszkańców.